# ヴォイジャー (イギリスのバンド)
ヴォイジャー（Voyager）は、イングランドのポップ・ロック・バンドで、当初はバークシャー州ニューベリーにて、ポール・フレンチ（ボーカル、キーボード）、ポール・ハーシュ（キーボード、ギター）、クリス・フック（ベース）、元ミスター・ビッグのメンバー、ジョン・マーター（ドラム）により、元々は「ポール・フレンチ・コネクション」として結成された。彼らは当初、自分たちをプログレッシブ・ロック・グループと見なしていたが、デビュー・シングル「ハーフウェイ・ホテル」が示すように、より商業的なムードに合わせてスタイルを調整する必要があった。それは彼らの唯一のヒット・シングルで、1979年の全英シングルチャートで33位、オーストラリアにおけるケント・ミュージック・レポートのシングル・チャートで15位に達し、正式にファースト・アルバム『ハーフウェイ・ホテル』のタイトルトラックとなった。
セカンド・アルバム『アクト・オブ・ラヴ』（1980年）は、ターンテーブルヒット（チャートに登場することなく音楽ラジオで頻繁に流された）の「Sing Out (Love Is Easy)」を生み出した。シングルのインストゥルメンタル・セクションの一部は、チャートのBGMとして毎週しばらく使用され、BBCラジオ1で毎週流れた。
サード・アルバム『サード』は、1981年に続き、クリス・フックと代わってベースのドミニク・テルファーをフィーチャーした。このアルバムからのシングル「Rosie」は、ラジオでのプレイをいくらか達成したが、チャートでの成功はなかった。
1981年、彼らは2度にわたる重要なツアーを実施し、サード・アルバムのプロモーションを行った。最初のツアーではグレッグ・レイク・バンド（元エマーソン・レイク・アンド・パーマー）をサポート。1981年12月には、アルバム『タイム』に伴うワールド・ツアーのイングランド公演でエレクトリック・ライト・オーケストラをサポートした。彼らはウェンブリー・アリーナやバーミンガムNECで演奏している。
チャートでの結果が奮わなかったため、その後は解散となった。2004年にCDでコンピレーション・アルバム『Travels in Time - The Best of the Early Years』が発表され、最初の2枚のアルバムから13曲のデジタルリマスター版と、未発表のトラック「Time On Our Side」が収録された。LPレコードからマスタリングされた最初の3枚のアルバムはすべて、日本のレコードレーベル「Air Mail Recordings」によってCDでリリースされた。
マーターは、後にマリリオン、続いてAlaskaに加入し、1994年からは、クイーンのステージにおけるキーボード奏者を務めたことのあるスパイク・エドニーが率いる、ミュージシャンと歌手による緩やかな集合体のSAS Bandで演奏した。彼とフックは、ディープ・パープルのトリビュート・バンドである「The Purple Project」や、イエスのトリビュート・アクトである「Fragile」とも協力しており、フックはセミプロ団体の「Bluefish」とも共演している。ハーシュは、2000年にステイタス・クォーにライブのため一時参加したが、これはレギュラー・メンバーであるキーボード奏者でベーシストのアンディ・ボウンが個人的な理由で休んだためであった。フレンチは、アンサンブル・エンディミオンによってウィグモア・ホールで初演されたクラシック曲を作曲し、チャペル・ミュージック・ライブラリーのためにさまざまなスタイルのプロダクション・ミュージックを作曲した。テルファーに何が起こったのかは不明である。
2006年、ヴォイジャーは更なるアルバム『Eyecontact』を録音するために再結成した。ただし、チャートではやはり成功せず、一発屋のレッテルが貼られている。

## ディスコグラフィ

### アルバム
- 『ハーフウェイ・ホテル』 - Halfway Hotel (1979年、Mountain UK, Elektra US)
- 『アクト・オブ・ラヴ』 - Act of Love (1980年、Mountain UK, RCA US)
- 『サード』 - Voyager (1981年、RCA)
- Travels in Time - The Best of the Early Years (2004年) ※コンピレーション
- Eyecontact (2006年、Leadhead Records)[7]